# Giải NBRMP cho phim hoạt hình hay nhất

Giải NBRMP cho phim hoạt hình hay nhất là một trong các giải của NBRMP dành cho phim hoạt hình, được bầu chọn là hay nhất. Giải này được lập từ năm 2000.

## Các phim đoạt giải

### Thập niên 2000
| Năm  | Phim                                          | Đạo diễn                      |
| ---- | --------------------------------------------- | ----------------------------- |
| 2000 | Chicken Run                                   | Peter Lord & Nick Park        |
| 2001 | Shrek                                         | Andrew Adamson & Vicky Jenson |
| 2002 | Spirited Away (Sen to Chihiro no kamikakushi) | Hayao Miyazaki                |
| 2003 | Finding Nemo                                  | Andrew Stanton                |
| 2004 | The Incredibles                               | Brad Bird                     |
| 2005 | Corpse Bride                                  | Tim Burton & Mike Johnson     |
| 2006 | Cars                                          | John Lasseter                 |
| 2007 | Ratatouille                                   | Brad Bird                     |
| 2008 | WALL-E                                        | Andrew Stanton                |